# Catlin, Illinois
Catlin là một làng thuộc quận Vermilion, tiểu bang Illinois, Hoa Kỳ. Năm 2010, dân số của làng này là 2040 người.

## Dân số
Dân số qua các năm:
- Năm 2000: 2087 người.
- Năm 2010: 2040 người.